# Gabriela Isler

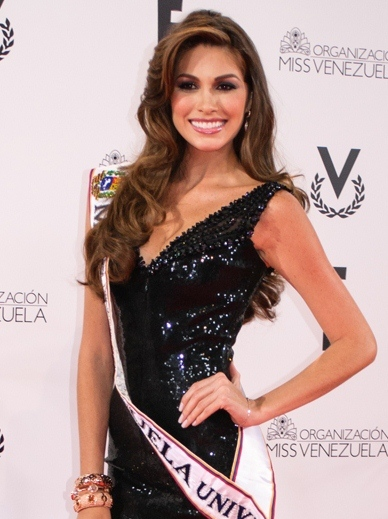
Gabriela Isler

María Gabriela de Jesús Isler Morales (n. 21 aprilie 1988, Valencia, Venezuela) a câștigat un concurs de frumusețe, fiind aleasă în anul 2012 Miss Venezuela iar în noiembrie 2013 este aleasă ca Miss Universe.

## Date biografice
María Gabriela Isler a copilărit în  Maracay unde a terminat cursul pentru manageri și marcheting. Ea are cetățenia venezueleană și elvețiană după bunicul care provine din  Lausanne, Elveția. La data de 30 august 2012 este aleasă Miss Venezuela, iar la data de 9 noiembrie 2013 este aleasă în  Krasnogorsk Miss Universe.